# Saint-Bruno-de-Kamouraska, Quebec
Saint-Bruno-de-Kamouraska é um município na província canadense de Quebec, localizada no condado de Kamouraska.

## Conselho municipal
- Prefeito: Gilles Bois
- Conselheiros: Gérard Dionne, Ghislain Dionne, Michel Gagné, Donald Larochelle, Denise Lévesque, André Simard

47° 27′ 00″ N, 69° 45′ 00″ O